# Jonathan Toup
Jonathan Oannes Toup (1713-1785) est un philologue anglais.

## Biographie
Né à St Ives (Cornouailles), il étudie au Collège d'Exeter à Oxford, puis devient recteur de l'église Saint-Martin à St Martin-by-Looe, Cornouailles.
On a de lui, entre autres :
- Emendationes in Suidam (Londres, 1760-1766, augmenté d'un supplément en 1775). Cet ouvrage, qui établit sa réputation, est un commentaire de la Souda ;
- une édition de Longin (Oxford, 1778), dont des notes de David Ruhnken.

## Source
Marie-Nicolas Bouillet  et Alexis Chassang (dir.), « John Toup » dans Dictionnaire universel d’histoire et de géographie, 1878 (lire sur Wikisource)